# 第11SS装甲偵察大隊
第11SS装甲偵察大隊（独：SS-Panzer-Aufklärungs Abteilung 11）は、第二次世界大戦中のナチスドイツ武装親衛隊の師団の1つである第11SS義勇装甲擲弾兵師団「ノルトラント」所属の偵察大隊。北欧出身の外国人義勇兵と南東ヨーロッパの民族ドイツ人が多く勤務した「ノルトラント」師団の中でも特にスウェーデン人義勇兵が多く勤務していた部隊として知られる。
1945年5月2日、ベルリン市街戦の最終局面であるベルリン脱出戦において全滅した。

## 創設

### 背景
1943年前期、武装親衛隊の新たな師団の一つとして「ノルトラント」師団の編成が開始されると、師団所属の偵察部隊の編成も開始された。当初は5個中隊から成るSSオートバイ兵連隊（SS-Kradschützen-Regiment）として編成計画が進められたが、1943年6月にオートバイ兵連隊としての編成は中止となり、代わって装甲偵察車を装備した偵察部隊として編成が進められた。
「ノルトラント」師団本隊がニュルンベルク近郊のグラーフェンヴェーア（Grafenwöhr）に駐屯している間に第1～第4の4個中隊は編成されたが、最後の第5重兵器中隊は、「ノルトラント」師団がクロアチアで訓練及び対パルチザン戦を実施していた1943年9月～10月になってようやく編成された。
大隊指揮官は1942年11月まで「ヴィーキング」師団装甲偵察大隊の中隊長を務めていたルドルフ・ザールバッハSS大尉（SS-Hauptsturmführer Rudolf Saalbach）であった。

### 各中隊の構成
ジークフリート・ローレンツSS中尉（SS-Obersturmführer Siegfried Lorenz）の第1偵察中隊（Späh-Kompanie 1）は、20mm機関砲と機関銃を搭載した8輪装甲偵察車を装備した4個小隊から成る中隊であった。
ハインリヒ・ヘックミュラーSS中尉（SS-Ostuf. Heinrich Heckmüller）の第2偵察中隊も同様の構成であったが、こちらの装備は半装軌車型の装甲兵員輸送車（Sd Kfz 250）であった。
なお、第1、第2中隊はいずれも対地・対空戦闘両用の20ミリ機関砲を装備していた。
ヴァルター・カイザーSS少尉（SS-Untersturmführer Walter Kaiser）の第3装甲擲弾兵中隊（Panzergrenadier-Kompanie 3）は、装甲兵員輸送車（Sd Kfz 250）を装備した第1～第3装甲偵察車小隊と、迫撃砲・重機関銃を装備した第4小隊から成る約160名の中隊であったが、最大の特徴は中隊の構成人員であった。第1～第3小隊の人員はルーマニア出身の民族ドイツ人で、第4小隊の人員はスウェーデン人義勇兵であった。とりわけ第4小隊はスウェーデン人将校のハンス＝イェスタ・ペーアソンSS少尉が小隊長を務めていたことも相まって、非公式ながらスウェーデン小隊（Schwedenzug）と呼ばれた。また、第3中隊にはスイス人義勇兵が何名か所属していたほか、大戦末期にはイギリス人部隊（小隊規模）である「イギリス自由軍」（British Free Corps）の（ごく一部の）隊員も第3中隊に勤務したことが明らかになっている。
ヨハネス・マックス・シャールシュミットSS中尉（SS-Ostuf. Johannes Max Scharschmidt）の第4装甲擲弾兵中隊の構成は、人員以外は第3中隊とほぼ同様であった。
ハンス・シュミットSS中尉（SS-Ostuf. Hans Schmidt）の第5重兵器中隊（schwere-Kompanie 5）は、75mm対戦車砲を4門装備した戦車猟兵小隊、75mm軽歩兵砲を6門装備した軽歩兵砲小隊、火炎放射器を装備した戦闘工兵小隊、そしてSd Kfz 251/9（24口径7.5cm砲搭載支援車輌）を8輌装備した小隊で構成されていた。

## 戦歴
第二次世界大戦中、第11SS装甲偵察大隊は装甲車を多く保有する高機動部隊として、エストニア、クールラント、ポメラニアの各戦線において側面援護、即時反撃、後退戦闘などの分野で活躍した。また、第11SS義勇装甲擲弾兵師団「ノルトラント」の中でも最良の部隊の一つであったことから、「ノルトラント」師団以外の部隊の支援に派遣されることもあった。

## クロアチアでの活動

### 訓練と対パルチザン戦
1943年8月末、「ノルトラント」師団が所属する第ⅢSS装甲軍団（フェリックス・シュタイナーSS大将）は命令によってクロアチアへ移動し、9月初旬には連合軍との和平に合意した現地のイタリア軍の武装解除を命じられた。この時、第11SS装甲偵察大隊は「ノルトラント」師団本部とともにクロアチア中央部の都市シサク（Sisak）に宿営した。
1943年9月15日、大隊の第2・第3中隊はシサクから25キロメートル離れた山岳地帯に移動した。彼らはここで訓練、陣地の設営、移動車列の警護などを行った。10月11日に第2中隊はTopolavatsch、第3中隊はその隣村に移動したが、ここでも警護任務、陣地の設営、そして訓練が続けられた。
1943年10月15日、第2・第3中隊は警報を受けた。彼らの陣地から4キロメートル離れた場所にある鉄道橋が爆破されたのである。このため第2・第3中隊は2つの村を防衛するため出発した。
1943年10月24日、新たな警報を受けた第11SS装甲偵察大隊は行動可能な全車両をもってサヴァ川に沿ってシサクから40キロメートル南下し、パルチザンのキャンプを攻撃した。しかし、大隊の部隊が目標に到達した時、2名のパルチザンを除いてキャンプはもぬけの殻であった。
1943年11月初旬、第11SS装甲偵察大隊は戦闘車両を受領した。第1中隊には8輪装甲偵察車が配備され、その他の中隊には半装軌車（Sd Kfz 250およびSd Kfz 251）が配備された。

### レニングラード戦線への出発
1943年11月末、第11SS義勇装甲擲弾兵師団「ノルトラント」はレニングラード戦線へ向かうよう命じられた。師団の各中隊は国防軍のコサック義勇兵部隊と順次交替したが、再びパルチザンの行動が活発となったため、「ノルゲ」連隊や「ダンマルク」連隊をはじめ、師団の装甲部隊は移動する車列の警護に当たった。第11SS装甲偵察大隊第2中隊も車列の警護に当たっていたが、12月初旬にクロアチアの首都ザグレブ（アグラム）で列車に乗車し、クロアチアから出発する「ノルトラント」師団の最後の部隊の一つとしてレニングラード戦線へ向かった。

## 1944年1月 レニングラード戦線

### オラニエンバウム撤退戦
1944年1月14日、レニングラード近郊のオラニエンバウムにおいてソビエト赤軍がドイツ北方軍集団の包囲網を破ると、「第11SS義勇装甲擲弾兵師団「ノルトラント」が所属する第ⅢSS装甲軍団は西進するソビエト赤軍と交戦した。
1944年1月22日、第11SS装甲偵察大隊はソビエト赤軍の猛攻の矢面に立たされているマクシミリアン・ヴェングラー大佐（Oberst Maximilian Wengler）（ドイツ第18軍の兵器学校の責任者）の戦闘団に編入された。ヴェングラー大佐は第11SS装甲偵察大隊に対し、ペコロヴォ（Pekkolovo／Пекколово）近郊に集結中のソビエト赤軍部隊を攻撃するよう命じた。そこで大隊長ルドルフ・ザールバッハSS大尉は大隊を以下の二つの戦闘団に分けた。
この2個戦闘団はペコロヴォ近郊に進出し、ドイツ軍の反撃を予想していなかったソビエト赤軍部隊を駆逐した。当時の隊員は次のように述懐している。
| 「 | ・・・我々はロシア軍の歩兵と馬車から成る車列を2、3確認した。我々の火砲、対戦車砲、そして機関銃はただちに発砲を開始した。 今や村から敵の脅威は取り除かれ、我々はさらに奥地を偵察せんとした。（すると）突然ドイツ軍の重砲が周囲に降り注ぎ、大隊の何名か、とりわけ第4中隊の者が負傷した。戦闘団の一つは目的を果たしたため、損傷した3両の装甲兵員輸送車を牽引して帰還した。フィーマン（Heinz Viehmann）SS中尉が第4中隊の指揮を引き継ぎ、ランゲンドルフSS少尉が第5小隊の指揮を引き継いだ。 | 」 |

その後、さらに奥地に進んだ偵察隊がグバニツィ（Gubanizy／Губаницы）南部において大規模なソビエト赤軍戦車部隊が集結していることを明らかにしたため、第11SS装甲偵察大隊はグバニツィに布陣した。
1944年1月25日、警報を受けた第11SS装甲偵察大隊は同日の午後にグバニツィ東部の半円陣地を確保したが、同日の夜に東から戦車の接近音を耳にした。明らかにソビエト赤軍の大規模攻勢が行われる予兆であった。このため、大隊は約束されていた「ノルトラント」師団の突撃砲の増援を待った。

### 1944年1月26日 第5中隊の奮戦
しかし翌26日早朝、朝もやの中から現れたのはドイツ軍の装甲車両ではなく、歩兵を満載して猛スピードで進軍するソビエト赤軍戦車部隊であった。ザールバッハSS大尉の第11SS装甲偵察大隊は、グバニツィ郊外で明らかに迫り来る敵装甲部隊の攻撃を待ち構えた。約束の増援部隊は到着していない。そして、この日の戦闘の目撃者は次のように述懐している。
| 「 | 朝の青白い光の中、ロシア軍の装甲部隊が朝もやを破って前線に現れた。轟音を響かせて雪原を席巻する敵の目標はグバニツィだった。最初、敵戦車は7両だったが、続いてその後ろに戦車の大群が現れた。そこにはT-34に加え、旧式戦車も含むあらゆる種類の装甲車両がいた。第11SS装甲偵察大隊第5中隊の砲手たちは敵戦車を照準器の視界に捕捉した。第一波の7両中6両が撃破された。今度は第二波の番だった。かつて見たことがない程の戦車戦が繰り広げられ、硝煙が空を覆った。重対戦車砲の砲身から次々に砲弾が撃ち出された。砲手は防盾の後ろで矢継ぎ早に仕事をこなした。私は61両の敵車両を数えたが、それらの大部分が我々の目前にまで迫っていた。戦闘はますます熾烈を極めた。スポルクSS伍長は彼の砲車をソビエト赤軍の方へ全速力で突っ込ませ、短砲身の直接照準で片っ端から敵戦車を討ち取っていった。私は戦闘がかくも長く続いたということに気づかないほど、時間の感覚を失っていた。生き残ったロシア軍部隊は退却した。敵の突破は失敗に終わったのだった。 | 」 |

かくして1944年1月26日朝、第11SS装甲偵察大隊はグバニツィ郊外で61両（資料によっては56両、54両）のソビエト赤軍戦車と交戦し、そのうち48両（資料によっては31、34両）を撃破した。そのうち11両は負傷したシュミットSS中尉に代わって中隊を指揮したゲオルク・ランゲンドルフSS少尉（SS-Ustuf. Georg Langendorf）の第11SS装甲偵察大隊第5中隊のオランダ人SS兵長カスペル・スポルクが指揮するSd Kfz 251/9が討ち取ったものであった。この戦闘における功績により、後にカスペル・スポルクSS兵長には1944年1月30日付で二級鉄十字章と一級鉄十字章が授与され、第5中隊長ランゲンドルフSS少尉には1944年3月12日付で騎士鉄十字章が授与された（なお、大隊長ザールバッハSS大尉も1944年3月12日に騎士鉄十字章を授与されるが、それは3月12日から19日にかけてエストニアのHungerburgでの戦闘の功績によるものとされている）。
この時、第5中隊以外の中隊は随伴歩兵大隊を相手にしていたが、その戦闘における功績により、第1中隊長ジークフリート・ローレンツSS中尉にはドイツ十字章金章の受章が約束された。

### ナルヴァへの後退
1944年1月27日、シュタイナーSS大将の第ⅢSS装甲軍団は後退を開始し、第11SS装甲偵察大隊の戦闘車両は「ヴェングラー」戦闘団および第502重戦車大隊の後退活動を援護した。第502重戦車大隊のティーガーIが列車でナルヴァへ輸送された後、後衛を務めていた第11SS装甲偵察大隊もエストニア国境へたどり着いたが、そこで「ヴェングラー」戦闘団における任務は終了し、第11SS装甲偵察大隊は本隊である「ノルトラント」師団の指揮下に戻った。

## 1944年2月～7月 ナルヴァの戦い
ナルヴァの戦いにおいて「ノルトラント」師団本隊はナルヴァ市に布陣したが、第11SS装甲偵察大隊はナルヴァ西方に配置された。
ナルヴァ市防衛に伴ってドイツ国防軍（陸軍、空軍、海軍）および武装親衛隊の諸部隊が移動した後、ナルヴァ西方のバルト海沿岸地域にはエストニア警察大隊、海軍沿岸砲台部隊、「ベルリン」戦闘団、海軍大隊などの部隊が配置され、クリスチャン・P・クリッシングSS上級大佐（SS-Oberführer Christian Peder Kryssing）（デンマーク人）が指揮を執る「キュステ」戦闘団（Kampfgruppe Küste）の指揮下に置かれた。ちなみに、クリッシングSS上級大佐の息子ニルス・クリッシングSS少尉（SS-Ustuf. Niels Kryssing）は第11SS装甲偵察大隊第1中隊に小隊長として勤務していたが、1944年1月下旬に負傷し、ヴォロソヴォ（Wolossowo／Волосово）からヤンブルク（Jamburg／現ロシア領キンギセップКингисепп）への後送中に敵に捕捉されて行方不明となった。

### ソビエト赤軍のメレクラ上陸作戦
1944年2月13日から14日の夜間、駆逐艦の護衛を伴った蒸気船12隻に搭乗したソビエト赤軍部隊がナルヴァ市西方のメレクラ（Mereküla／Meriküla）という小さな漁村の近郊において上陸作戦を開始した。これによってクリッシングSS上級大佐の「キュステ」戦闘団司令部には電話連絡が殺到し、メレクラで包囲された「ベルリン」戦闘団からの救援要請、海軍大隊2個の壊滅などの報告が次々と寄せられた。そこで「キュステ」戦闘団作戦将校のポウル・エンゲルハルト＝ランツァウSS少佐（SS-Sturmbannführer Poul Engelhardt-Rantzau）（デンマーク人）は、メレクラから程近いプーコヴァ（Puhkowa／Puhkova）に駐屯中の第11SS装甲偵察大隊を防衛戦闘に投入した。
1944年2月14日午前9時、メレクラ近郊に上陸したソビエト赤軍部隊に対するドイツ軍の攻撃が開始された。北東部からはエンゲルハルトSS少佐率いる戦車3両および歩兵30名が、南西部からは第11SS装甲偵察大隊がそれぞれ攻撃を開始した。この時、メレクラがすでにソビエト赤軍に占領されているという誤報を受けたドイツ空軍のシュトゥーカによる友軍部隊誤爆が発生したが、1時間後の午前10時にドイツ軍はソビエト赤軍の上陸作戦を頓挫させることに成功した。
1944年4月19日、ソークラ（Sooküla）において第11SS装甲偵察大隊第3中隊長ヴァルター・カイザーSS中尉が戦死したため、第4小隊長ハンス＝イェスタ・ペーアソンSS少尉が代行の第3中隊長となった。その後、5月から6月にかけて第11SS装甲偵察大隊は休養のためシッラマエ（Sillamäe）に移動した。

### リトアニアでの戦闘
1944年6月22日、ソビエト赤軍は夏季大攻勢バグラチオン作戦を発動し、7月10日にはリトアニアの首都ヴィリニュス北部およびラトビアのダウガフピルス南部に進出し、ドイツ北方軍集団と中央軍集団を繋ぐ地域を制圧した。それより以前にドイツ北方軍集団司令官ゲオルク・リンデマン上級大将はヒトラーに対し、包囲回避のために第16軍および第18軍の後退を要求し、さらにナルヴァ軍支隊（Armeeabteilung Narwa）をリトアニアのメーメルまで海上輸送させるべきと説いた。しかしヒトラーはこれらの進言を拒否し、北方軍集団と中央軍集団との連絡の再構築を命じたほか、進出したソビエト赤軍を北方軍集団が攻撃するよう命じた。
そのため、第16軍所属の「クレッフェル」集団（Gruppe General Kleffel）がドイツ第II軍団（北方軍集団）および第IX軍団（中央軍集団） 間の空白地帯を埋めるために動員されたが、その先鋒部隊に第11SS装甲偵察大隊も編入された。彼らは「ザールバッハ装甲団」（Panzergruppe Saalbach）として7月13日に移動を開始し、シュトックマンショフ（Stockmanshof／現ラトビア領Koknese）およびヤコブシュタット（Jakobstadt／現ラトビア領Jēkabpils）を経て、7月14日にはリトアニア国境を越えてローキシュキス（Rokiškis）地区に入った。その後、第11SS装甲偵察大隊は7月31日にエストニアへの帰還を命じられるまでリトアニアで戦闘を続けた。当時の隊員ハンス・シュテンパー（Hans Stemper）はリトアニアでの行動を次のように述懐している。
| 「 | …1944年7月26日晩、我々はサックナイ（Satkūnai）近くの湖で停止した。この地に建物は1つの学校しかなかった。図書室や体育室などを備えており、寄宿制の高等学校だったのだろう。そして、この学校には充実した食糧庫もあった。吊り下げられたハム、豚肉、ソーセージ…信じ難いほどであった。あらゆるものが整頓され、清潔で、まるで学生たちがちょうど学校を後にしたかのようだった。しかし、我々は食糧庫を略奪しようとはしなかった。なぜなら我々のほとんどが定期的に故郷から小包を受け取っていたからである。事実、私はいつも何かしらの食べ物を持っていた。… （その後、）湖の南部から戦闘騒音が聞こえてきた。中隊長車は校舎の背後に潜んだ。我々は警報によって敵が南方へ向かっていることを悟った。やがて北方に通じる丘が敵の手に落ちると、我々は包囲されてしまった。1944年7月27日、大隊はまるで演習のように包囲突破を実行した。重兵器中隊（第5中隊）が先陣を切り、残りの我々はその後に続いた… 突然、ランゲンドルフSS中尉が「対戦車砲は配置に付け！」と命じた。中隊長と中隊の歩兵指揮官は左翼へ、ボルガー（Borger）と私は右翼、道路の側溝へ飛び込んだ。猛烈な銃撃の中で我々は前進したが、ランゲンドルフSS中尉だけは直立して穀物畑の方を観察していた。ここにきて私は彼が傷を負うことのない人間であると信じるようになった。 片膝をついて弾丸を再装填する間、私は大隊が散らばっていないかどうか確認しようと右を向いた。すると私の顔面に何かが直撃したような感じがし、突然、色とりどりの輪が素早く、大きな姿で私に迫って来た。狙撃兵が私に命中弾を浴びせたのだった。私は「やられた――母さんは何て言うだろう？――いや、今はまだ死ぬ時じゃない！」と思い、ビオルガー（Biorger）（原文ママ）の方を向いて自分の救急道具を見せた。なぜなら私は負傷のせいで喋れなくなっていたからである。兵員輸送車の中に運び込まれた私はそこで応急手当を受け、それから運転手はギアをバックに入れて軍医の車両まで私を連れて行ってくれた。軍医は私と同じくジーベンビュルゲン（Siebenbürgen,）の出身で、彼は私を落ち着かせながら包帯を取り替え、鎮痛剤を注射してくれた。その後、私は「突破成功だ、やったぞ！」という誰かの叫び声で目を覚ました。 | 」 |

しかし、第11SS装甲偵察大隊が北方軍集団の南翼を援護している間の1944年8月1日に、ソビエト赤軍はTuccumにおいてバルト海に到達した。

### タルトゥの戦い
1944年8月初頭、第11SS装甲偵察大隊はバウツ（Bauts）、メイデン（Meiden）、ミタウ（Mitau）、リガ、ヴェンデン（Wenden）、ヴァルク（Walk）、タルトゥ、ジョーヴィ（Johvi）を経由してヴァイヴァラ（Vaivara）まで鉄道輸送され、8月14日にはペイプシ湖近郊に展開する「ヴァーグナー」戦闘団（第4SS義勇装甲擲弾兵旅団「ネーデルラント」司令官ユルゲン・ヴァーグナーSS少将）に編入された。この時のヴァーグナー戦闘団の編成は次の通り。
タルトゥ市北部のマーリヤ・マグダレーナ（Maarja-Magdaleena）で燃料と弾薬の補給を受けた後、第11SS装甲偵察大隊はエンバッハ（Embach）橋を渡ってラピナ（Raepina）へ向かい、8月16日にはプレスカウ湖（Pleskau See）から上陸したソビエト赤軍と交戦した。第3中隊のフランツ・ベレズニャークSS伍長（SS-Uscha. Franz Bereznyak）はタルトゥ戦区での戦闘を次のように述懐している。
| 「 | 1944年8月18日、我々はイグナステ（Ignaste）近くに布陣した。戦車と自走砲の支援を受けた強力なソビエト赤軍部隊はこの地域の高地を制圧し、タルトゥ地区におけるドイツ軍部隊を分断した。我々の指揮所はイグナステ近くの医者の家にあった。我々の兵は装甲車を丘にダックインさせ、機関銃だけが見えるようにした。丘からは前面の谷が一望でき、ソビエト赤軍が森の間で攻撃準備を行っているのが見てとれた。午後1時過ぎ、彼らは来た――戦車15両、自走砲数両、歩兵部隊を従えて。明らかに連中は何が起こるのか予期していなかった。我々は双眼鏡で状況を確認している中隊長、ペーアソンSS中尉の号令を待った。そして敵が丘の坂道に到達した時、号令が轟いた。「撃て！」すべてのMG42、2cm対空砲、第5中隊の7.6cm砲、機関拳銃、擲弾筒が敵に向かって火を噴いた。ロシア兵にとっては地獄の業火であり、若干の者だけが戦車の援護を伴って森へ逃げ帰った。その日の晩、「ウラー！」と吼えながら敵は再び攻撃を試みたが、我々は陣地を守りきった。1944年8月23日、我々は国防軍部隊と交代した。我々の次の目的地はタルトゥであり、そこで大隊全体による大攻勢が行われる予定だった。午前3時に攻撃は開始され、我々は猛スピードでロシア兵を蹴散らしたが、突如として左翼から銃撃を受けた。激戦が繰り広げられ、犠牲者も出た――突然、戦った相手がエストニアの戦友だったことが判った… | 」 |

この時、「戦車伯爵」ヒアツィント・シュトラハヴィッツ少将率いる戦車部隊（Panzer-Verbond Graf Strachwitz）はリガで戦っていたが、エストニアへ緊急輸送され、8月23日にはタルトゥ南部のエルヴァ（Elva）へ到着した。シュトラハヴィッツ少将は自分の戦車部隊およびSS戦車旅団「グロス」（SS-Pazer Brigade "Gross"）、そして第11SS装甲偵察大隊をもってソビエト赤軍の進出を食い止めようとした（しかし、その準備中にシュトラハヴィッツ少将は交通事故に巻き込まれ、指揮官の座を離れざるを得なくなった）。
1944年8月25日、第11SS装甲偵察大隊第5中隊のベルトルト・ベーンケSS伍長（SS-Uscha. Berthold Behnke）は、7.5cm対戦車砲でタルトゥ野戦飛行場を防衛していた。やがて彼らはソビエト赤軍の攻撃を受けたが、ベーンケと彼の対戦車砲兵はうろたえず、臨機応変に砲を移動させてソビエト赤軍部隊を撃退した。また、8月26日には第5中隊のヴァルター・シュヴァルクSS連隊付上級士官候補生（SS-Standartenoberjunker Walter Schwarck）が1個小隊を指揮し、タルトゥ近郊のハーゲ（Haage）において苦戦中のドイツ国防軍部隊を救出した。その後も第11SS装甲偵察大隊は危機に直面している場所を休むことなく転戦した。
しかし、1944年9月初旬、ソビエト赤軍は秋季攻勢に向けた再編成を開始した。
ソビエト赤軍の秋季攻勢は、ドイツ北方軍集団第18軍の部隊、とりわけエストニア東部に位置しているナルヴァ軍支隊および第ⅢSS装甲軍団にとって非常に脅威的なものであった。

### エストニアからの撤退
1944年9月18日、エストニアからの撤退作戦「アスター」が発動された。この時、第11SS装甲偵察大隊はリガ-タルトゥ間において再度ソビエト赤軍の進出を食い止めていたが、それ以上の抵抗は不可能であった。
1944年9月19日晩、第11SS装甲偵察大隊第5中隊はナルヴァ西方の防衛線「タンネンベルク線」（Tannenbergstellung）から撤退する第ⅢSS装甲軍団の後衛部隊としてヴェーゼンベルク（Wesenberg）西方に配置された。彼らは即時反撃によって敵の追撃を阻止した後の9月20日午前2時、大隊に合流せよとの無線連絡を受け取った。そして大隊に合流して補給を済ませた第5中隊のヨーゼフ（ゼップ）・シルマーSS少尉（SS-Ustuf. Josef "Sepp" Schirmer）にある任務が課せられた。それは後続の突撃砲10両が通り過ぎるまで橋を守りきり、その後に橋を爆破せよというものだった。
現地に着いたシルマーSS少尉は道の両脇に部下を布陣させ、併せてSd Kfz 251/9と、7.5cm対戦車砲も配置させた。それから彼らは2時間余り待機したが、いくら待てども突撃砲は1両も現れなかった。その代わりに断続的な小火器の発射音が聞こえてきたため、シルマーSS少尉は大隊本部に無線連絡し（橋の爆破許可を得ようとし）たが、大隊本部の回答は「（橋を爆破する時は）爆破命令に従え！」であった。シルマーSS少尉は設置した爆薬の導火線を短くしようとして橋に近寄ったが、その時に敵歩兵の銃撃を受けた。未だに突撃砲は現れておらず、非常に危険な状況となったため再度大隊本部に連絡したが、回答は同じであった。
しかし、シルマーSS少尉が橋に再度近寄った時、ようやく1両の突撃砲が姿を現した。続いて2両の突撃砲も現れたが、彼らは来た道の方を向き、発砲を開始した。彼らの背後からは4両のソビエト赤軍戦車が迫っていたのである。敵歩兵の銃撃が激しさを増す中、最初の突撃砲が橋を渡り、対岸から残りの2両を援護した。最終的に残りの2両が橋を渡った時、突撃砲指揮官の陸軍少尉が叫んだ。「橋を爆破しろ！俺達が最後だ。他の7両の突撃砲は北へ向かったのを無線で確認した！」
その時、1両のT-34が橋までわずか80メートル地点まで迫っていた。1番目と2番目の信管を作動させたシルマーSS少尉は急いで走り、橋から40メートル離れた地点で爆発から身を守った。爆破された橋の破片によって拳銃のグリップが破損したものの、シルマーSS少尉自身は無事であった。こうして任務を成し遂げた彼らは大隊に復帰した。
その後、第11SS装甲偵察大隊は「ブンゼ」戦闘団（第4SS義勇装甲擲弾兵旅団「ネーデルラント」）と共にパルヌ地区で防衛戦闘を行ったが、9月23日にはパルヌが、24日にはハープサルがそれぞれソビエト赤軍の手に落ちた。また、リガにもソビエト赤軍が進撃していたことから、ドイツ軍はバルドネ（Baldone）近郊に新たな戦線を構築した。

## 高位勲章受章者
ここでは、一般的にドイツの高位勲章とされている騎士鉄十字章（Ritterkreuz）、黄金ドイツ十字章（Deutsches Kreuz im Gold）、ドイツ陸軍名鑑章（Ehrenblatt Spange des deutschen Heeres）、白兵戦章金章（Nahkampfspange des Heeres in Gold ）を受章した第11SS装甲偵察大隊の将兵の氏名を記す。なお、階級と役職は受章当時のものである。

### 騎士鉄十字章
- ゲオルク・ランゲンドルフSS少尉（1944.03.12）…第5中隊長
- ルドルフ・ザールバッハSS大尉（1944.03.12）…第11SS装甲偵察大隊長
- カスペル・スポルクSS伍長（1944.10.23）…第5中隊砲長（8両装備のSd Kfz 251/9のうちの1両の車長）

### 黄金ドイツ十字章
- ジークフリート・ローレンツSS中尉（1944.12.30）…第1中隊長
- ゲオルク・ランゲンドルフSS中尉（1945.03.30）…第5中隊長

### ドイツ陸軍名鑑章
- ハンス＝イェスタ・ペーアソン SS中尉（1944.12.25）…第3中隊長
- ゲオルク・エリクセンSS中尉（SS-Ostuf. Georg Erichsen）（1945.??.??）…第4中隊長

### 白兵戦章金章
- 受章者無し

## 註
1. ↑  MarK C. Yerger German Cross In Gold Holders of the SS and Police volume 3: Regiment and Division "Nordland"p22
2. ↑  同上。
3. ↑  Wilhelm Tieke "Tragedy of the Faithful: A History of the lll.（germanisches）SS-Panzer-Korps" p11
4. ↑  Wilhelm Tieke 前掲書 p38の記述では「北」戦闘団の指揮官は大隊長ザールバッハSS大尉であるが、Rolf Michaelis The 11th SS-Panzer-Grenadier-Division "Nordland" p51の記述では「北」戦闘団の指揮官は第5中隊長シュミットSS中尉である。
5. ↑  Rolf Michaelis 前掲書 p51
6. ↑  Wilhelm Tieke 前掲書 p41。この箇所の出典はおそらくHerbert Pollerおよび第11SS偵察大隊戦友会（Kameradschaft AA 11）が編集した書籍（非公式出版物）と思われる。
7. ↑  Wilhelm Tieke 前掲書 p41における数字。
8. ↑  MarK C. Yerger 前掲書 p95における数字。
9. ↑  Rolf Michaelis 前掲書 p51における数字。
10. ↑  Die Ritterkreuzträger der Deutschen Wehrmacht und Waffen-SS / WAFFEN-SS / Saalbach, Rudolf - SS-Sturmbannführer・
http://www.ritterkreuztraeger-1939-45.de/Waffen-SS/S/Saalbach-Rudolf.htm
11. ↑  ヴィルヘルム・ベルリン砲兵大将（General der Artillerie Wilhelm Otto Julius Berlin）のドイツ第227歩兵師団の残余。
12. ↑  Rolf Michaelis The 11th SS-Panzer-Grenadier-Division "Nordland" p76
13. ↑  同上 p78による。ただし、Wilhelm Tieke 前掲書pp.150-151.によれば、第11SS装甲偵察大隊が「ヴァーグナー」戦闘団に配属されたのは8月24日である。
14. ↑  同上 p80